# Пеликан (геральдика)
Пеликан (ст.‑слав. нєсъιтъ, нєсъιть, польск. Pelikan) — естественная негеральдическая гербовая фигура.
Символизирует самопожертвование, родительскую любовь и милосердие. В геральдике является символом мученика отеческой любви, сыновей преданности, почитания родителей, символа любви родителей к своим детям.

## История
Существует несколько противоречивых легенд о символе пеликана и вероятно, что они берут начало из фантастической книги "Physiologus" (Физиолог) о птицах и животных написанной в религиозном ключе:
1. Самка пеликана душит родившихся птенцов от избытка любви, а через три дня появляется в гнезде самец и раздирает себя в кровь клювом, чтобы своею кровью оживить птенцов;
2. По второй легенде, роли меняются — самец душит птенцов, а самка спасает.
3. Мать-пеликанша разрывает себе грудь и жертвуя собственной жизнью, кормит своих птенцов, спасая их от голодной смерти.
4. Пеликан (Онокротале) спасает своих птенцов, укушенных ядовитой змеёй, тем, что даёт пить им свою кровь, исторгнутую из своей утробы.

Образ пеликана вошёл в число классических понятий ряда европейских стран через христианскую литературу. Раннехристианские писатели (Августин, Иероним, Исидор) сравнивали пеликана, питавшего своей кровью потомство, с Христом, пожертвовавшим своей кровью во спасение всего человечества. Начиная с XIII века эмблема пеликана одна из наиболее известных аллегорий Иисуса Христа, поэтому его иногда изображали в сценах распятия Христа, где он олицетворял человеческую природу Бога-сына. Благочестивый пеликан часто изображался в средневековых церквях, откуда он перекочевал в родовые и личные гербы с христианской символикой, а также в некоторые государственные гербы небольших феодальных государств, где данный символ обозначал  — попечение монархов о подданных.
В изобразительном искусстве канонический образ — пеликан в гнезде устроенной на верхушке креста.
В Российской империи образ пеликана являлся эмблемой Ведомства учреждений императрицы Марии, в состав которого входил Петербургский воспитательный дом.
В современном мире эмблема пеликана стала официальной ведомственной эмблемой различных благотворительных, социальных, спасательных и даже здравоохранительных обществ и учреждений. Ею пользуется Российский государственный педагогический университет имени А.И. Герцена.
Впервые в июне 1990 года, президент СССР М.С. Горбачёв наградил государственным призом "Хрустальный пеликан" лучшего учителя СССР, что ошибочно, поскольку пеликан трактовался, как символ воспитания и обучения.
В Скандинавии пеликан — эмблема доноров.

## Блазонирование
В геральдике иногда изображается одинокая фигура пеликана, наносящего себе раны, но чаще с тремя птенцами, повёрнутого в три четверти, так что видно, как он клювом разрывает себе грудь, из которой течёт кровь, изображаемая каплями. Цвет пеликана серебряный (белый), капли крови  — красные. Число птенцов всегда должно быть нечётным, то есть подчёркивается неделимое, что символизирует неразделимую (безраздельную) любовь. Если клюв и лапы пеликана отличаются от общего цвета, то это необходимо отметить в описании герба. Гнездо, как правило, изображается в одном цвете с птицей, но если отличается, то даётся цвет. Редко встречается изображение пеликана в нашлемниках.

## Использование
В польской геральдике имеется герб Пеликан.
В русской геральдике данной эмблемой пользовались дворянские рода: Акимовы, Шольц, Мурзичи, Мережковские, Шамбахер, Ганзен, Пастернацкие, Илляшевичи (XVIII/122), Хоненевы, Хорваты, Ширяй и другие.